# 美波町立由岐中学校伊座利分校
美波町立由岐中学校伊座利分校（みなみちょうりつ ゆきちゅうがっこう いざりぶんこう）は、徳島県海部郡美波町伊座利にある公立中学校。美波町立由岐中学校の分校。
2009年度までは、本校の他に美波町立由岐中学校阿部分校があった。

## 基礎データ
最寄駅
- JR牟岐線由岐駅

## 校歌
- 作詞: 金沢治
- 作曲: 宗像敬

## 関連学校
- 美波町立伊座利小学校